# 李臻
李臻（英語：Oscar Lee Chun，1971年11月17日—）現任香港有線寬頻公共事務總監。曾任有線新聞總監、i-CABLE內容業務總經理、Now寬頻電視首席主播、無綫新聞記者及主播、有線主播。李臻亦曾為巴士的報、am730及信報寫作專欄，及著有四本親子書。

## 簡歷
李臻是香港的新聞工作者及媒體人，1993年畢業於香港大學環境科學系後加入有線新聞擔任主播，之後分別曾在無綫電視及Now TV工作，至2019年回歸有線。
他於2000年到英國深造，回港後轉職無綫新聞，並於2001年底開始出任翡翠台《六點半新聞報道》主播一職；及後長時間擔任每天《六點半新聞報道》的主播，及重大新聞直播的主持工作。他亦負責當2003－2006年《香港大事回顧》的主持。李臻主要負責經濟發展、勞工、運輸及環保設施等新聞組。值得一提的是，他在2003年9月20日有份負責最後一次在清水灣無綫電視廣播城直播的新聞報導（即同年9月20日的《晚間新聞》）正式告別的TVB清水灣。
李臻於2007年年中，他在羅燦邀請之下，過檔Now新聞台，協助開台工作及擔任首席主播，離開工作六年的無綫電視新聞部。他於2007年6月11日主持最後一次《六點半新聞報道》，當日他特意結上母校拔萃男書院的校呔向觀眾告別，結束他在無綫新聞的主播生涯。並於2007年7月7日正式離開無綫電視，正式結束在六年之無綫新聞賓主關係。其後出任Now新聞台主播。至2016年4月6日，李臻在ViuTV免費電視的啟播典禮上，李臻負責上台介紹當中的新聞節目。
根據由LinkedIn上，李臻於2019年10月離開工作了十二年、並有份協助開台的Now新聞台，回到他第一間任職的傳媒機構i-CABLE，出任內容業務總經理一職，並於2019年10月7日，首次在香港開電視節目《開嚟見我》以嘉賓主持身分出鏡。2019年10月30日，李臻以《開嚟見我》主持身分出席香港開電視《2020年節目巡禮》。之後李臻亦有參與《全球戰疫》及《八時恭候》的主持及監製工作。2020年7月1日開始，新節目《聲東擊西》取代《開嚟見我》，李臻亦有間中參與主持工作。2020年8月10日獲調往有線新聞部出任新聞總監一職。
2020年12月1日，有線新聞部裁員40人，引發中國組、港聞組、財經組、編輯部等多個部門員工辭職抗議。員工批評四名管理層沒有交代裁員準則及沒有諮詢組長意見，亦有員工批評四名高層入職三個月，對新聞部及員工不了解，反問今次裁員決定是否合邏輯。裁員事件發生後，網上流出一段李臻訪問特首林鄭月娥的片段。片段中林鄭月娥指李臻的提問好「Mild（溫和）」，又形容他「好合作、好配合」。
2022年2月，新冠病毒在香港爆發第五波，李臻再次擔任抗疫節目主持工作，分別和黃芳雯、黃愷怡及林希靈拍檔，主持《全城抗疫講呢啲》；與及主持《抗疫懶人包》。
2022年4月19日調任有線寬頻公共事務總監。此後李臻繼續有當節目主持人，包括《聲東擊西》、港台節目《議事論事》、及11月18日在Hoy TV節目，《與鄭家純博士對話》中，訪問集團主席鄭家純。
2009年至2020年，李臻曾為免費報章《am730》寫作專欄《男主播日與夜》，專欄自2017年改名《臻臻樂道》；2013年開始為《信報》寫作《經管錦言》專欄；2017年至2019年，李臻亦為網上親子平台Mameshare寫作專欄；2020年初，李臻亦開始在網媒《巴士的報》發表文章。
李臻的四本著作，《贏輸不在起跑線》、《名校爸爸與寶貝女》、《為孩子備戰未來》、及《陪孩子看新聞》，分別於2012年、2013、2014、和2015年出版。而《贏輸不在起跑線》更入選第二十五屆好書龍虎榜候選書目。

## 專欄
- 《巴士的報》巴士的報專欄
- 《am730》臻臻樂道
- 《信報》經管錦言
- 《Mameshare》專欄

## 學歷
- 牛頭角天主教小學[註 1]
- 拔萃男書院中一至中七
- 香港大學BSc環境科學系學士
- 香港大學MPA公共行政學系碩士
- 英國華威大學MA國際關係文學碩士
- 香港科技大學MBA工商管理學碩士